# Institut für Kirchenmusik Mainz
Das Institut für Kirchenmusik der Diözese Mainz wurde nach dem Zweiten Weltkrieg als Ausbildungsstätte für katholische Kirchenmusiker und Koordinierungsstelle für Belange der Kirchenmusik innerhalb des Bistums insgesamt gegründet. Heute werden am Platz des historischen Antoniterklosters ca. 100 Schüler von acht Regionalkantoren innerhalb ihrer jeweiligen Ausbildungsgänge auf die C- bzw. D-Prüfungen in den Fächern Orgel und Chorleitung ausgebildet.

## Kontemporäre Geistliche Musik
Sechs Regionalkantoren des Bistums haben 2010 eine „Mainzer Bistumsmesse“ geschaffen. Das Ordinarium wurde in leichtem bis mittlerem Schwierigkeitsgrad vertont um eine hohe Breitenwirkung und Rezeption in der Zielgruppe der einfachen Kirchenchöre zu finden. Ein erstes CD-Exemplar wurde am 7. September 2010 an den Mainzer Bischof, Kardinal Karl Lehmann, übergeben.

## Bekannte Kirchenmusiker des Bistums
- Dan Zerfaß
- Daniel Beckmann
- Karsten Storck
- Lutz Brenner

## Ehemalige Kirchenmusiker des Bistums
- Heinrich Rohr, Leiter des Instituts seit seiner Gründung bis 1974
- Thomas Drescher
- Mathias Breitschaft
- Thomas Gabriel
- Albert Schönberger
- Thomas Lennartz
- Andreas Boltz